# Syndicat autonome de la magistrature
Le Syndicat autonome de la magistrature (SAM) est un syndicat malien pour les magistrats. Il a été créé à Bamako en décembre 2001.
À l'issue de son cinquième congrès qui s'est achevé le 10 décembre 2009 à la Cour d'appel de Bamako, le président sortant Fodié Touré a été reconduit pour un mandat de trois ans.
Le SAM est membre de l'Union internationale des magistrats.
Le SAM est l'un des deux syndicat malien pour les magistrats, avec le Syndicat Libre de la Magistrature (Sylima).